# Pterula complanata
Pterula complanata är en svampart som beskrevs av Corner 1952. Pterula complanata ingår i släktet Pterula och familjen mattsvampar.   Inga underarter finns listade i Catalogue of Life.